# II Batalion Aeronautyczny
II Batalion Aeronautyczny – pododdział Wojsk Aeronautycznych II RP w latach 1919–1923.

## Geneza i skład

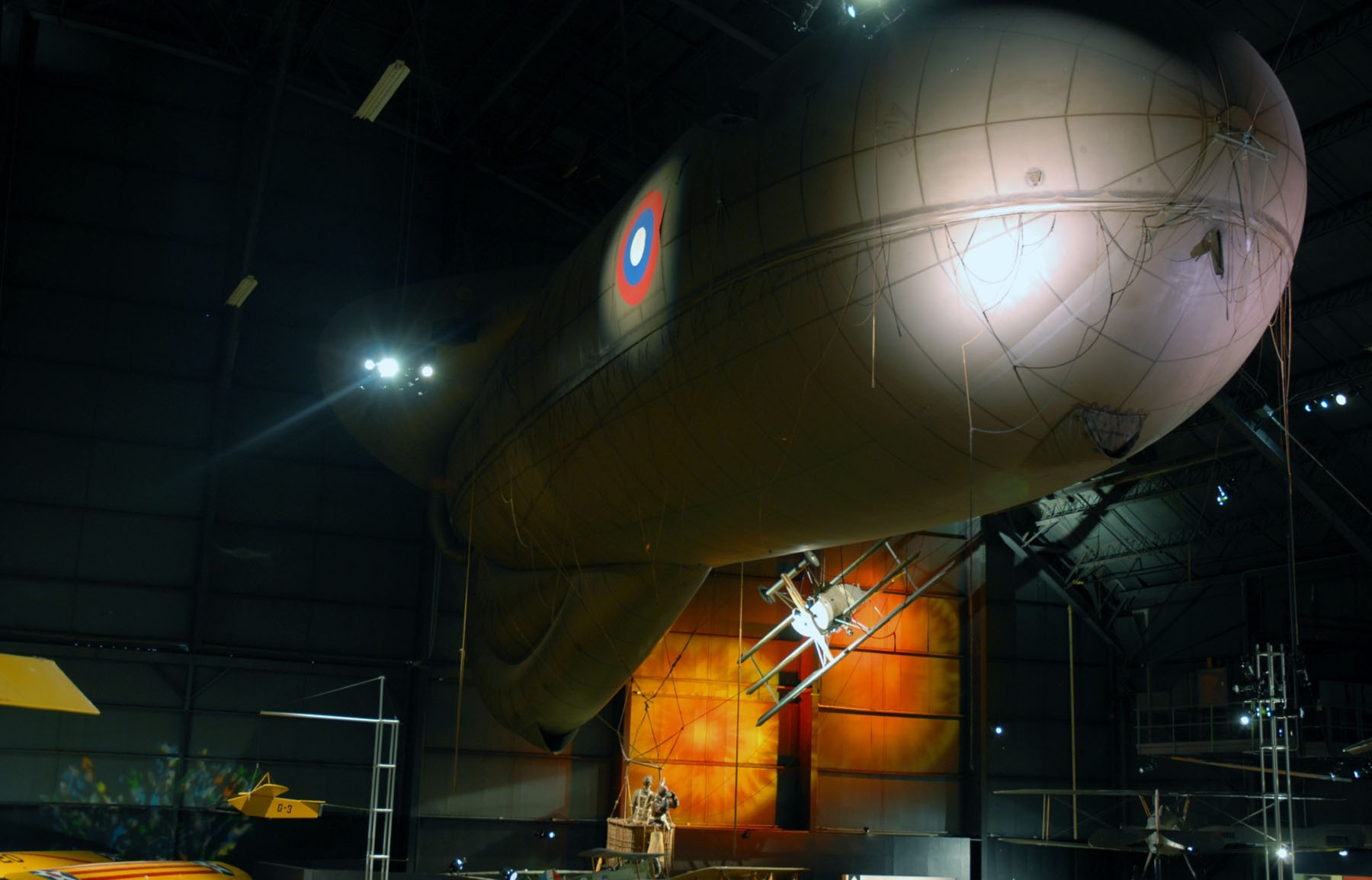
Balon obserwacyjny Caquot R

Zakupy wyposażenia balonowego we Francji oraz zwiększenie wyszkolonego personelu umożliwiły zimą 1919/1920 rozbudowę i rozwój wojsk aeronautycznych, które zorganizowano w Grupy Aeronautyczne. Po wybuchu wojny polsko-bolszewickiej skierowane zostały na front, gdzie przemianowano je na bataliony aeronautyczne.
Batalion składał się z dwóch kompanii balonów obserwacyjnych i Ruchomego Parku Aerostatycznego.
Skład kompanii: 6 oficerów oraz 187 podoficerów i szeregowych. Sprzęt według etatu: 2 powłoki balonowe, 2 dźwigarki, 19 samochodów ciężarowych, 2 samochody osobowe, samochód radio, kuchnia i 6 przeciwlotniczych ciężkich karabinów maszynowych oraz polowa wytwórnia wodoru.

## Wojna polsko-bolszewicka 1920 r.
W wojnie polsko-bolszewickiej 1920 roku został użyty na froncie także nowo sformowany II batalion aeronautyczny.
Batalion skierowany został na Front Litewsko-Białoruski 26 lutego 1920 roku i został przydzielony do 2 Dywizji Piechoty Legionów działającej w składzie 4 Armii. 24 marca 1920 roku miał miejsce pierwszy bojowy wzlot balonu na przyczółku mostowym Borysów. Początkowo prowadzona akcja bojowa nie przynosiła większych efektów ze względu na wstrzymanie działań bojowych na froncie w związku z akcją wymiany jeńców. Następnie batalion pracował na korzyść 9 pułku artylerii ciężkiej oraz artylerii 32 Brygady Piechoty. W czasie odwrotu 25 czerwca 1920 roku batalion wydzielił ze swojego etatowego składu „oddział aeronautyczny”, który zluzował kompanię szturmową 64 pułku piechoty walcząc jako oddział piechoty. 30 czerwca 1920 roku wydzielony oddział wrócił do składu II batalionu, który należąc do wojsk grupy poleskiej wykonywał manewr odwrotu. W końcu lipca 1920 roku II batalion aeronautyczny wcielony został do 1 pułku aeronautycznego.
Po rozwiązaniu 1 pułku aeronautycznego II batalion aeronautyczny powrócił do służby w składzie wojsk 2 Armii. Po rozejmie 1920 roku skierowany został do Jabłonny.

## Rozformowanie
Początkowo pierwszy okres pokoju był dla wojsk balonowych pomyślny. Zamiast redukcji personelu i sprzętu jak to miało miejsce w innych broniach, w tym i lotnictwie, w wojskach balonowych nastąpiło zwiększenie liczby jednostek. Jednak pod koniec 1923 roku przystąpiono do znacznej redukcji wojsk balonowych, w wyniku której pozostawiono jedynie batalion balonowy w Toruniu. W jego składzie oprócz kompanii balonów obserwacyjnych znalazła się też jedna wydzielona kompania balonów zaporowych w Jabłonnie. II batalion aeronautyczny został rozformowany.